# Храпцов, Сергей Иванович
Сергей Иванович Храпцов (род. 2 августа 1949) — лётчик-испытатель Государственного лётно-испытательного центра имени В. П. Чкалова, полковник, Герой Российской Федерации.

## Биография
Родился 2 августа 1949 года в городе Райчихинск ныне Амурской области. Русский. В 1966 году окончил 10 классов школы в Краснодаре.
В армии с августа 1966 года. В 1970 году окончил Ейское ордена Ленина высшее военно-авиационное училище лётчиков. В 1970—1977 — лётчик-инструктор Краснодарского объединённого военного лётно-технического училища. В 1978 году окончил Центр подготовки лётчиков-испытателей, в 1982 году — Ахтубинский филиал Московского авиационного института.
С мая 1978 года по январь 2000 года — на лётно-испытательной работе в Государственном Краснознамённом научно-испытательном институте ВВС (с декабря 1990-го – Государственный лётно-испытательный центр Министерства обороны имени В. П. Чкалова). В 1990—1992 — заместитель начальника, в 1992—1998 — начальник 1-го Управления, в 1998-м -2000-м – лётчик-инструктор ЦПЛС. Провёл испытания всех современных сверхзвуковых истребителей на штопор — МиГ-29, Су-27, Су-27М, Су-30 и других; участвовал в государственных испытаниях сверхзвуковых истребителей МиГ-29, Су-27, Су-30 и других; провёл ряд сложнейших испытательных работ на самолётах-истребителях.
За мужество и героизм, проявленные при испытании новой авиационной техники, Указом Президента Российской Федерации от 12 августа 2000 года полковнику запаса Храпцову Сергею Ивановичу присвоено звание Героя Российской Федерации с вручением медали «Золотая Звезда».
С января 2000 года полковник С. И. Храпцов — в запасе. Жил в городе Ахтубинск Астраханской области, в настоящее время живёт в посёлке Чкаловский (в черте города Щёлково), (Московская область). Работает заместителем главного конструктора самолетов корабельного базирования инженерного центра РСК «МиГ».
Заслуженный лётчик-испытатель СССР, полковник. Награждён орденом «За службу Родине в ВС СССР» 3-й степени, медалями.

## Награды
Награды Российской Федерации
- Герой Российской Федерации (указ Президента Российской Федерации от 12.08.2000 г.)

Награды СССР
- Медаль «50 лет Вооружённых Сил СССР»;
- Медаль «60 лет Вооружённых Сил СССР»;
- Медаль «70 лет Вооружённых Сил СССР»;
- Медаль «За безупречную службу» I степени;
- Медаль «За безупречную службу» II степени;
- Медаль «За безупречную службу» III степени.